# Jorge Urrutia
Jorge Urrutia Gómez (Madrid; 1945) es un poeta, profesor de literatura e intelectual español. Su obra ha sido traducida a varias lenguas. Es también crítico literario, ensayista y traductor.

## Biografía
Hijo del poeta Leopoldo de Luis, sobrino del también poeta José Luis Gallego y del novelista y periodista Francisco Umbral, fue alumno del Liceo Francés. Se licenció y doctoró en Filología Románica en la Universidad Complutense, con Premio Extraordinario, donde fue alumno, entre otros profesores, de Dámaso Alonso, Rafael Lapesa y Alonso Zamora Vicente. Ha sido catedrático de Lengua y Literatura de la Universidad Laboral de Cáceres (1973) y profesor agregado interino de la Facultad de Filología de la Universidad de Extremadura (1974). Desempeñó el lectorado de español en la Universidad de Estrasburgo; obtuvo la cátedra de la Universidad de Sevilla, donde desarrolló, durante quince años, una importante labor modernizadora de los estudios literarios y fundó la Facultad de Comunicación y el Doctorado en Ciencias del Espectáculo. Finalmente, durante veinte años, ha sido catedrático en la Universidad Carlos III de Madrid y, llegado el momento de su jubilación, siguió profesando como emérito.

## Trayectoria
Profesor invitado en distintas Universidades extranjeras como París VIII, Bourgogne, Northwestern University, Buenos Aires, Asunción, Costa Rica, la UNAM de México, Concepción (Chile) o Palermo, entre otras. 
Fue Director Académico del Instituto Cervantes de 2004 a 2009, luego de haber sido el director de su centro en Lisboa, entre 2000 y 2002. Sus principales logros en dicha institución fueron la publicación de su Plan Curricular y la firma por más de cien universidades de lengua española del acuerdo sobre el Sistema Internacional de Certificación del Español como Lengua Extranjera (SICELE), que fija los criterios para unificar los niveles de conocimiento del español en su enseñanza como lengua extranjera. 
Es miembro correspondiente de la Academia Dominicana de la Lengua y Medalla de la Cultura Puertorriqueña, impuesta por la Casa de Puerto Rico en España. Chevallier dans l'Ordre des Palmes Académiques, de Francia. La Fundación Juan Ramón Jiménez le concedió su máxima distinción, el Perejil de Plata, en 2021, por sus  estudios sobre el poeta. Fue becario de la Fundación "Juan March" (1979), varias veces del Gobierno de Canadá y ha obtenido una beca sénior de la Fundación Caja Madrid. En 2013 impartió la Cátedra "Miguel Delibes" del Graduate Centre de la City University of New York (CUNY). Ha sido en dos ocasiones miembro del jurado del Premio de la Feria Internacional del Libro de Guadalajara y del Premio Nacional de las Letras Españolas.  
Colabora regularmente con revistas literarias y suplementos culturales, y ha editado numerosos textos de clásicos españoles contemporáneos (especialmente Juan Ramón Jiménez, pero también Valle-Inclán, Azorín, Mauricio Bacarisse, Camilo José Cela, Miguel Hernández, Leopoldo de Luis, José Hierro, etc.; asimismo ha editado al costarricense Carlos Luis Fallas), además de una importante antología de poesía española del sigo XIX precedida de un amplio estudio, o de otra —celebrada por críticos situados a ambos lados del espectro político— de la poesía de la guerra civil española de 1936/1939. Como traductor, en 1972 obtuvo el premio Fray Luis de León y posteriormente Premio Nacional de Traducción, por su versión de Poemas, de Paul Éluard. Fue el organizador de los grandes congresos sobre Juan Ramón Jiménez, en La Rábida, en 1981 (que renovó la crítica sobre la obra del poeta) y sobre Antonio Machado, celebrado en Sevilla en 1989, así como secretario general de los Congresos Internacionales de la Lengua Española de Rosario (Argentina) y Cartagena de Indias (Colombia). 
Ha sido uno de los primeros introductores de la reflexión semiótica en España y, con esa visión, ha llevado a cabo estudios no únicamente sobre textos literarios, sino también sobre cine, teatro y otros aspectos de nuestra cultura. Fue un temprano especialista del estudio de las relaciones del cine y literatura. En los últimos años ha estudiado el Simbolismo, ofreciendo una visión europea y no nacionalista de la literatura española moderna. La edición portuguesa de Lectura de lo oscuro fue elegida como uno de los diez mejores libros del año. Este volumen y La verdad convenida. Literatura y comunicación sistematizan lo esencial de sus planteamientos teóricos. Consejero de varias revistas profesionales, fue director de las revistas Discurso y Semiosfera. Su lección final de cátedra planteó el concepto de "Acontecimiento literario".
Desde 1989 y hasta 1993 dirigió el programa cultural de CanalSur TV Indicios. Ha trabajado también en radio y en prensa escrita. Dirigió teatro universitario y ha rodado dos cortometrajes.

## Obra poética
Como poeta, su obra se encuadra entre los autores que se dan a conocer a mediados de los años sesenta del siglo XX y se concibe como culminación de la estética simbolista. Tras haber buscado una conjunción de la poética del lenguaje y la del compromiso a través —especialmente en los libros de los años setenta— de una escritura vanguardista. Un volumen colectivo preparado por reconocidos especialistas en literatura estudia detalladamente su obra poética bajo el título El mar de la palabra. La poesía de Jorge Urrutia (Madrid: Biblioteca Nueva, 2011). En sus textos en prosa, como La travesía o las dudosas memorias tituladas De una edad tal vez nunca vivida, cuestiona los límites genéricos, escribiendo textos en la frontera entre el ensayo y la creación.

## Obras

### Poesía
- Lágrimas saladas, Caracas, 1966.
- La fuente como un pájaro escondido, Bilbao, 1968.
- El grado fiero de la escritura, Carboneras de Guadazaón, 1976 (2.ª ed. Córdoba, 2006)
- Del estado, evolución y permanencia del ánimo, Zaragoza, Porvivir Independiente, 1979. ISBN 84-85345-09-6
- Delimitaciones, Madrid, Visor, 1985. ISBN 84-7522-197-1
- La travesía, Madrid, Hiperión, 1987 (relato poético) ISBN 84-7517-222-9; edición portuguesa: Lisboa, 2002.
- Construcción de la realidad. Antología 1966-1989, Sevilla, Alfar, 1989. ISBN 84-86256-66-6
- Invención del enigma, Madrid, 1991. Edición árabe: Tánger, 2007.
- Cabeza de lobo para un pasavante, Madrid, Palas Atenea, 1996 (2ªed. Copenhague, 2015). ISBN 84-7817-031-6
- Una pronunciación desconocida, Barcelona, 2001. Edición árabe: Tánger, 2007.
- El mar o la impostura, Madrid, Visor Libros, 2004 (Premio Internacional Jaime Gil de Biedma). ISBN 84-7522-573-X
- De una edad tal vez nunca vivida, Madrid, Bartleby, 2010 (prosa). ISBN 978-84-92799-16-9
- Ocupación de la ciudad prohibida, Madrid, Calambur, 2010. ISBN 978-84-8359-205-2
- Será presente lo que ya es pasado. Antología 1966-2016, Madrid, 2016. ISBN 978-84-16148-47-9
- Presente continuo. Antología. Santo Domingo (Rep.Dominicana), 2018.

### Ensayo y crítica
- Ensayos de lingüística externa cinematográfica, Madrid, 1972.
- La literatura española en el cine (bases para un estudio, Madrid, 1972.
- Bases comprensivas para un análisis del poema "Retrato", Cuadernos Hispanoamericanos, n.º 304-307, 1975-1976, pp. 920-943.
- Sistemas de comunicación, Barcelona, Planeta, 1975. ISBN 84-320-2617-4
- "El escritor" de Azorín: literatura y justificación, Tomo 26, 1976, pp. 461 - 483.
- El grado fiero de la escritura, Cuenca, El Toro de barro, 1977. ISBN 84-400-2449-5
- Influencia del cine en la poesía española, Anuario de estudios filológicos, Vol. 1, 1978, pp. 225-280.
- Sistemas de comunicación, Madrid, 1975 y Sevilla, 1990.
- Contribuciones al análisis semiológico del film, 1976.
- Antonio Machado y Juan Ramón Jiménez. La superación del modernismo, Madrid, Cincel, 1980. ISBN 84-7046-173-7
- El novecentismo y la renovación vanguardista, Madrid, Cincel, 1980. ISBN 84-7046-174-5
- Sevilla en Juan Ramón Jiménez, Sevilla, Ayuntamiento de Sevilla, 1981. ISBN 84-500-4877-X
- La familia de Pascual Duarte: los contextos y el texto, SGEL, 1982. ISBN 84-7145-248-X
- Sobre la formación ideológica del joven Juan Ramón Jiménez, Archivo hispalense, n.º 199, 1982, pp. 207-232.
- Actas del Congreso Internacional conmenmorativo del centenario de Juan Ramón Jiménez (editor), Huelva, 1983
- Imago Litterae. Cine. Literatura, Sevilla, Alfar, 1983. ISBN 84-86256-00-3
- Reflexión de la literatura, Sevilla, Universidad de Sevilla, 1983. ISBN 84-7405-254-8
- Semió(p)tica. Ensayos sobre lo visible, Valencia/Madrid, Fundación Instituto Shakespeare/Instiruto de Cine y Radio-Televisión, 1985. ISBN 84-600-4023-2
- Cuatro lenguas para la literatura española, Sevilla, 1990 (folleto).
- Antonio Machdo Hoy (editor), Sevilla, 1990.
- El tejido cervantino, Sevilla, Don Quijote, 1992. ISBN 84-85933-88-5
- Literatura y comunicación, Madrid, Instituto de España, 1992. ISBN 84-239-1772-X
- Sobre teatro y comunicación, Sevilla, Centro Andaluz de Teatro, 1992. ISBN 84-604-4515-1
- La verdad convenida: literatura y comunicación, Madrid, 1997.
- Complejos de una nueva escritura, El Extramundi y los papeles de Iria Flavia, Año 7, n.º 26, 2001, pp. 53-73.
- Lectura de lo oscuro: una semiótica de África, Madrid, Biblioteca Nueva, 2000. ISBN 84-7030-748-7; edición portuguesa, Lisboa, 2002.
- La pasión del desánimo: la renovación narrativa de 1902, Madrid, 2002.
- "Tarta de cumpleaños para La colmena", El Extramundi y los papeles de Iria Flavia, año 8, n.º 29, 2002, pp. 87-108.
- "Federico García Lorca, Luis Buñuel y Jean Epstein: de la poesía al cine", El Extramundi y los papeles de Iria Flavia, Año 8, n.º 31, 2002, pp. 139-164.
- Las luces del crepúsculo: el origen simbolista de la poesía española moderna, Madrid, Biblioteca Nueva, 2004. ISBN 84-9742-340-2
- "España en Pablo Neruda" en JIMÉNEZ GÓMEZ, Hilario (Ed.): Pablo Neruda: un corazón que se desató en el viento, Cáceres, Diputación de Cáceres, 2005, pp. 267-292. ISBN 8495239922.
- Poesía de la guerra civil española. Antología, Sevilla, 2006.
- "Vitalidad de la deshumanización del arte", Revista de Occidente, n.º 300, 2006, pp. 5-22.
- El teatro como sistema, Madrid, Biblioteca Nueva, 2007. ISBN 978-84-9742-572-8.
- Tecnología de la literatura, Medellín (Colombia), 2010.
- "Acercamiento a un subgénero de la narrativa iberoamericana: la novela frutera", Miríada hispánica, n.º 2, 2011, pp. 75-100.
- "Abismos en la Niebla de Unamuno", Revista de Occidente, n.º 372, 2012, pp. 76-91.
- De élites y masas. Textualizaciones (editor junto a Dolores Thion Soriano-Mollá), Madrid, 2013.  ISBN 978-84-92877-65-2
- Hallar la búsqueda (Las construcción del Simbolismo español), Valladolid/Nueva York, Cátedra Miguel Delibes, 2013. ISBN 978-84-8448-744-9.
- "La veracidad de lo verosímil o tricotar la historia", Anthropos, n.º 240, 2013, pp. 9-22.
- De esclavo a servidor. Literatura y sociedad 1868-1930 (editor junto a Dolores Thion Soriano-Mollá), Madrid, Biblioteca Nueva, 2014.
- La ficción de la verdad. Literatura e historia (editor), Anthropos, n.º 240, Barcelona, 2014.
- "Sobre el teatro de la I Guerra Mundial. El caso francés", ADE Teatro. Revista de la Asociación de Directores de Escena de España, n.º 151, 2014, pp. 15-28.
- Juguetes de un dios frío. Literatura, historia e ideología, Madrid, Devenir, 2015. ISBN 978-84-16459-07-0
- El exilio como literatura y la literatura como lucidez, Sociocriticism, Vol. 30, n.º 1, 2015, pp. 627-645.
- "Escribir la guerra. El trazo y la tachadura", Revista de historiografía, n.º 24, 2016, pp. 15-30.
- "Sobre la imagen de España. Creación y aceptación de un tópico decimonónico", Revista de Occidente, n.º 421, 2016, pp. 87-103.
- Política del acontecimiento literario. La cuestión del 98. Madrid, Biblioteca Nueva, 2016. ISBN 978-84-16647-96-5
- El espejo empañado. Sobre el realismo y el testimonio (desde la literatura hispanoamericana. Madrid, Cátedra, 2021.ISBN 978-84-376-4282-6